# Droga wojewódzka 455
Die Droga wojewódzka 455 (DW 455) ist eine 33 Kilometer lange Droga wojewódzka (Woiwodschaftsstraße) in der polnischen Woiwodschaft Niederschlesien, die Wrocław mit Oława verbindet. Die Strecke liegt in der kreisfreien Stadt Wrocław und im Powiat Wrocławski und im Powiat Oławski.

## Streckenverlauf
Woiwodschaft Niederschlesien, Kreisfreie Stadt Wrocław
-  Wrocław (Breslau): (A 4, A 8, S 5, S 8, DK 5, DK 35, DK 94, DK 98, DW 320, DW 322, DW 327, DW 336, DW 337, DW 342, DW 347, DW 349, DW 356, DW 359, DW 362, DW 395, DW 452, DW 453)

Woiwodschaft Niederschlesien, Powiat Wrocławski
-  Łany (DW 372)
- Kamieniec Wrocławski (Steine)
- Gajków (Margareth)
- Jeszkowice (Jäschkowitz)
- Czernica (Tschirne)
- Ratowice (Rattwitz)

Woiwodschaft Niederschlesien, Powiat Oławski
- Łęg (Lange)
- Jelcz-Laskowice (Jeltsch-Laskowitz)
- Stary Otok (Altottag)
-  Oława (Ohlau) (DK 94, DW 396)